# Kościół Matki Boskiej Nieustającej Pomocy w Żywcu
Kościół Matki Boskiej Nieustającej Pomocy w Żywcu – rzymskokatolicki kościół w Żywcu, w dzielnicy Kocurów-Koleby, przy ul. Kocurowskiej, w parafii Narodzenia Najświętszej Marii Panny.

## Historia
Od powstania w 1933 r. kaplicy Matki Boskiej Nieustającej Pomocy, mieszkańcy Kocurowa brali udział w odprawianych w niej mszach oraz nabożeństwach okolicznościowych. W kaplicy tej odbywały się ponadto lekcje religii. Jednak z racji niewielkich rozmiarów nie była ona w stanie pomieścić wszystkich do uczestnictwa w nabożeństwach wiernych. Postanowiono więc o budowie nowego kościoła.
Miejsce pod budowę nowej świątyni, położone nieopodal istniejącej kaplicy, zostało podarowane przez Władysława Kastelika. W dniu 22 maja 1995 r. Jan Paweł II dokonał poświęcenie kamienia węgielnego pod budowę kościoła. 13 kwietnia 1996 r. miała miejsce uroczystość poświęcenia przez biskupa Tadeusza Rakoczego placu pod budowę oraz umieszczonego na nim krzyża. 27 czerwca tego samego roku na placu budowy została odprawiona msza odpustowa. Budowę kościoła ukończono w grudniu 1996 r., a pierwszą mszą odprawioną w jego murach była pasterka.